# MAGIC (satellite)
MAGIC (acronyme de MAss Change and Geoscience International Constellation) est une mission spatiale de géodésie développée conjointement par l'Agence spatiale européenne (ESA), la NASA et l'agence spatiale allemande dont l'objectif est de mesurer les variations du champ gravitationnel  de la Terre avec une fréquence temporelle rapprochée (tous les 3 jours) et une résolution spatiale de 100 kilomètres. Ce projet prend la suite des missions européenne GOCE (lancée en 2009) et germano-américaine GRACE (2002) et GRACE-FO (2018). 

## Contexte et historique
Le projet MAGIC prend la suite des missions européenne GOCE (lancée en 2009) et germano-américaine GRACE (2002) et GRACE-FO (2018). Le développement de MAGIC par l'Agence spatiale européenne a été décidé fin 2022. 

## Objectif
L'objectif de la mission MAGIC est de mesurer les variations du champ gravitationnel  de la Terre avec une fréquence temporelle rapprochée (tous les 3 jours) et une résolution spatiale de 100 kilomètres. Les données recueillies fournissent des informations sur le cycle de l'eau et les échanges de masse entre l'atmosphère, les océans, la cryosphère et les terres. Ces données seront utilisées notamment pour la gestion des ressources en eau, les variations du volume des glaciers et banquises, l'élévation du niveau des mers, toutes ces données contribuant à alimenter les modèles utilisés pour mesurer l'impact du réchauffement climatique. Les mesures effectuées doivent également permettre de surveiller les sources des événements sismiques, en particulier ceux difficilement accessibles à l'aide d'instruments basés sur Terre.

## Caractéristiques techniques
La mission repose sur le développement de deux paires de satellites. Une paire développée par l'ESA et l'autre dans le cadre d'une collaboration germano-américaine. La mission fait appel aux techniques mises au point pour la mission GRACE en les améliorant d'un facteur 100 : mesure extrêmement précise de la distance entre des satellites circulant en formation et en orbite basse à faible distance l'un de l'autre en utilisant la technique de l'interférométrie. Les variations de distance permettent de déterminer les variations du champ gravitationnel. 